# Tom Hollander
Thomas Anthony "Tom" Hollander, född 25 augusti 1967 i Bristol, är en brittisk skådespelare.

## Filmografi (i urval)
- 1996 – En mors son - Farnsworth
- 1998 – Bedrooms and Hallways - Darren
- 1998 – Den oemotståndliga Martha - Daniel
- 1999 – Fruar och döttrar (TV-serie) - Osborne Hamley
- 2001 – Enigma - Logie
- 2001 – The Life and Adventures of Nicholas Nickleby
- 2001 – Gosford Park - Anthony Meredith
- 2002 – Possession - Euan
- 2003 – Spionerna från Cambridge - Guy Burgess
- 2004 – Paparazzi
- 2004 – Stage Beauty - Sir Peter Lely
- 2005 – Stolthet & fördom - Mr. Collins
- 2006 – The Darwin Awards - Henry
- 2006 – Pirates of the Caribbean: Död mans kista - Lord Cutler Beckett
- 2006 – Ett bra år - Charlie Willis
- 2007 – Pirates of the Caribbean: Vid världens ände - Lord Cutler Beckett
- 2007 – Elizabeth - The Golden Age - Sir Amyas Paulet
- 2010 – Any Human Heart - Duke of Windsor/Prince of Wales
- 2010–2014 – Rev. (TV-serie) – Rev. Adam Smallbone (även manus)
- 2011 – Hanna - Isaacs
- 2012 – Byzantium - Lärare
- 2013 – About Time - Harry
- 2013 – The Invisible Woman - Wilkie Collins
- 2014 – A Poet in New York - Dylan Thomas
- 2015 – Mission: Impossible – Rogue Nation - Prime Minister
- 2016 – The Night Manager (TV-serie)
- 2017 – Holy Lands - Moshe
- 2017 – Tulpanfeber - Dr Sorgh
- 2017 – Breathe - Bloggs & David Blacker
- 2018 – Mowgli: Legend of the Jungle - Tabaqui (röst)
- 2018 – Bird Box
- 2021 – The King's Man
- 2022 – The White Lotus (TV-serie)